# Cookie Gilchrist
(en) Statistiques sur pro-football-reference
Carlton Chester "Cookie" Gilchrist (25 mai 1935 - 10 janvier 2011) est un ancien joueur professionnel de football américain et de football canadien ayant évolué successivement dans l'Ontario Rugby Football Union, la Ligue canadienne de football et l'American Football League,.

## Carrière

### Carrière universitaire
Gilchrist est un joueur étoile de l'école secondaire Har-Brack à Natrona Heights en Pennsylvanie. Il conduit en 1953 son équipe au titre de champion de W.P.I.A.L. (à égalité avec l'équipe de Donora). Comme junior, il est amené à signer un contrat professionnel chez les Browns de Cleveland de l'entraîneur Paul Brown. Malheureusement, la signature ne respectait pas les règles de la NFL et était probablement illégale. Lorsque Brown revient sur sa promesse d'intégrer Gilchrist dans son équipe, ce dernier quitte le camp d'entraînement de l'université d'Hiram dans l'Ohio, et émigre au Canada pour y jouer au football.

### Carrière professionnelle au Canada
Au Canada, en 1954, il joue pour les Imperials de Sarnia évoluant au sein de l'Ontario Rugby Football Union (ORFU). Il y reçoit le prix Jim Shanks (meilleur joueur de l'équipe). L'année suivante, il joue pour les Dutchmen de Kitchener-Waterloo et y reçoit le titre MVP 1955 de son équipe.
En 1956, il rejoint la Ligue canadienne de football (LCF) jouant pour les Tiger-Cats de Hamilton qu'il aide à remporter la coupe Grey de 1957. Il jouera ensuite avec les Roughriders de la Saskatchewan gagnant à la course un total de 1 254 yards. Il est alors échangé contre le joueur Tex Schwierer et arrive pour trois années chez les Argonauts de Toronto.
Lors de ses 6 années passées dans la LCF, Gilchrist est reconnu à 5 reprises (de 1956 à 1960) comme joueur étoile de sa division au poste de running back. Il est également reconnu comme joueur étoile de la division Est comme linebacker en 1960. De plus, toujours en 1960, il a été finaliste de la division Est pour le titre de joueur par excellence de la LCF. Lors de sa carrière dans la LCF, Gilchrist enregistre 4 911 yards à la course, 1 068 yards à la réception et 12 interceptions.

### Carrière professionnelle en AFL[4],[5]
Gilchrist intègre ensuite le noyau des Bills de Buffalo évoluant dans la toute jeune American Football League. Incidemment, il avait été engagé comme backup du RB Ernie Davis juste choisi de la dernière draft. Cependant, Davis décide de vouloir jouer en National Football League mais décède de leucémie avant d'avoir pu jouer le moindre match de football professionnel. Les Bills signent alors Gilchrist comme agent libre (free agent). Il y évolue comme Fullback et comme Kicker même s'il estime pouvoir jouer à plusieurs autres places. Il devient le 1er joueur de AFL à dépasser les 1 000 yards à la course, atteignant les 1 096 yards lors du 14e match de la saison 1962. Cette année là, il réussit également à établir le record de TD inscrits en AFL sur une saison (13). Il est logiquement nommé joueur MVP de l'AFL en 1962. En 1963, il établit également contre les Jets de New York le record de yards gagnés (243) avec 5 TDs inscrits sur un seul match.
Même s'il n'est resté chez les Bills que 3 années (1962-1964), il reste toujours classé comme neuvième principal coureur de tous les temps de l'équipe. Pendant ces 3 années, il a été le meilleur coureur de l'AFL.
Gilchrist a gagné 122 yards à la course lors de la finale 1964 de l'American Football League battant les Chargers de San Diego 20 à 7. Ses 4,5 yards de moyenne par course constitue la seconde meilleure moyenne des Bills (derrière O. J. Simpson).
Comme une première victoire pour les droits civiques des athlètes noirs, Gilchrist mène victorieusement un boycott de la cérémonie des Trophées de l'All-Star 1965 de l'AFL se déroulant à la Nouvelle-Orléans. Il sera aussi le seul athlète à refuser d'être admis dans le Temple de la renommée du football canadien à cause de ce qu'il a décrit comme le racisme et l'exploitation gérée par les directions des franchises. Gilchrist a souvent été en désaccord avec les directions de diverses équipes. Il a déclaré à un journaliste de London Free Press que la plupart des problèmes qu'il avait dû affronter étaient juste la résultante de l'expression de son désaccord par rapport à diverses choses alors qu'à cette époque, la pratique voulait que les athlètes noirs devaient juste se taire et tout accepter en silence.
Gilchrist a aussi joué pour les Broncos de Denver en 1965 et 1967 ainsi que pour les Dolphins de Miami en 1966. Il aurait dû rejoindre en 1968 les Bengals de Cincinnati et l'entraîneur de ses débuts (Paul Brown) mais à la suite de graves problèmes aux genoux, il sera contraint de prendre sa retraite.
Il obtient les prix de l'AFL All-Star en 1962, 1963, 1964 et 1965 et deviendra donc un des seuls professionnels à avoir été reconnu comme joueur All-Star pendant 10 années consécutives (6 au Canada et 4 en AFL). Il sera également sélectionné comme Fullback de l'équipe type de tous les temps pour l'American Football League (AFL).

## Statistiques
| 1956 | Tiger-Cats de Hamilton (LCF)         | -  | 130  | 832  | 6,4 | 70 | 2  | 18  | 297  | 15,5 | 40 | 2  | 0  | 0  | 0    | 0   | 0  | 2  | 7   | 3,5  | 6  | 0 |
| 1957 | Tiger-Cats de Hamilton (LCF)         | -  | 204  | 958  | 4,7 | 57 | 7  | 8   | 82   | 10,3 | 19 | 0  | 0  | 0  | 0    | 0   | 0  | 3  | 65  | 21,7 | 55 | 2 |
| 1958 | Roughriders de la Saskatchewan (LCF) | -  | 235  | 1254 | 5.3 | 73 | 5  | 15  | 144  | 9.6  | 41 | 0  | 0  | 0  | 0    | 0   | 0  | 0  | 0   | 0    | 0  | 0 |
| 1959 | Argonauts de Toronto (LCF)           | -  | 87   | 496  | 5.7 | 69 | 4  | 5   | 70   | 14.0 | 38 | 1  | 14 | 9  | 64.3 | 24  | 16 | 4  | 66  | 16.5 | 32 | 0 |
| 1960 | Argonauts de Toronto (LCF)           | 14 | 88   | 662  | 7.5 | 74 | 6  | 25  | 346  | 13.8 | 42 | 2  | 18 | 5  | 27.8 | 48  | 43 | 1  | 16  | 16.0 | 16 | 0 |
| 1961 | Argonauts de Toronto (LCF)           | 12 | 105  | 709  | 6.8 | 67 | 3  | 15  | 147  | 9.8  | 24 | 0  | 9  | 5  | 55.6 | 11  | 5  | 2  | 41  | 20.5 | 35 | 0 |
| 1962 | Bills de Buffalo (AFL)               | 14 | 214  | 1096 | 5.1 | 44 | 13 | 24  | 319  | 13.3 | 76 | 2  | 20 | 8  | 40   | 17  | 14 | 0  | 0   | 0    | 0  | 0 |
| 1963 | Bills de Buffalo (AFL)               | 14 | 232  | 979  | 4.2 | 32 | 12 | 24  | 211  | 8.8  | 42 | 2  | 0  | 0  | 0    | 0   | 0  | 0  | 0   | 0    | 0  | 0 |
| 1964 | Bills de Buffalo (AFL)               | 14 | 230  | 981  | 4.3 | 67 | 6  | 30  | 345  | 11.5 | 37 | 0  | 0  | 0  | 0    | 0   | 0  | 0  | 0   | 0    | 0  | 0 |
| 1965 | Broncos de Denver (AFL)              | 14 | 252  | 954  | 3.8 | 44 | 6  | 18  | 154  | 8.6  | 29 | 1  | 0  | 0  | 0    | 0   | 0  | 0  | 0   | 0    | 0  | 0 |
| 1966 | Dolphins de Miami (AFL)              | 8  | 72   | 262  | 3.6 | 22 | 0  | 13  | 110  | 8.5  | 22 | 1  | 0  | 0  | 0    | 0   | 0  | 0  | 0   | 0    | 0  | 0 |
| 1967 | Broncos de Denver (AFL)              | 1  | 10   | 21   | 2.1 | 6  | 0  | 1   | -4   | -4.0 | -4 | 0  | 0  | 0  | 0    | 0   | 0  | 0  | 0   | 0    | 0  | 0 |
|      | Total en LCF                         | 16 | 849  | 4911 | 5,8 | 74 | 28 | 86  | 1068 | 12,4 | 42 | 5  | 41 | 19 | 46,3 | 83  | 64 | 12 | 195 | 16,3 | 55 | 2 |
|      | Total en AFL                         | 65 | 1010 | 4293 | 4.3 | 67 | 37 | 110 | 1135 | 10.3 | 76 | 6  | 20 | 8  | 40.0 | 17  | 14 | 0  | 0   | 0    | 0  | 0 |
|      | Total global                         | 81 | 1859 | 9204 | 5.0 | 74 | 65 | 196 | 2203 | 11.2 | 76 | 11 | 61 | 27 | 44.3 | 100 | 78 | 12 | 195 | 16.3 | 55 | 2 |

## L'après carrière
Gilchrist a eu de nombreuses querelles avec les gens avec qui il travaillait au cours de sa carrière de footballeur. Il a refusé d'être intronisé au Hall of Fame Canadien parcequ'il estimait ne pas être assez bien payé pour son service,.
Il a également refusé d'accepter d'apparaître sur le mur du Hall of Fame des Bills de Buffalo Bills sans être rétribué financièrement. Van Miller (en) a finalement convaincu Gilchrist de changer d'avis, mais celui-ci ne fut pas intronisé avant sa mort. Il le fut cependant mais à titre posthume en 2011.
Dans un article du The Buffalo News du 18 mars 2007, Gilchrist alors âgé de 71 ans annonce qu'il est traité pour un cancer de la gorge. À ce moment, il vivait à Natrona Heights (en) en Pennsylvanie.
Le 10 janvier 2011, il décède dans un centre de vie assistée situé à Pittsburgh en Pennsylvanie,. Gilchrist fut diagnostiqué à titre posthume comme ayant souffert d'une encéphalopathie traumatique chronique de niveau 4 (connue sous l'abréviation CTE), ce qui pourrait en partie expliquer, certaines de ses difficultés comportementales(en). Dans son autobiographie écrite par Chris Garbarino, The Cookie That Did Not Crumble, Gilchrist indique qu'il était au courant de cette maladie. Cela expliquerait qu'il ait fait don de son cerveau à la Canadian Sports Concussion Project pour une utilisation dans l'étude de l'Encéphalopathie traumatique chronique (connue sous l'abréviation CTE).

## Récompenses

### Ligue canadienne de football
- Équipe d'étoiles de la ligue: 1956, 1957, 1958, 1959, 1960
- Championnat (coupe Grey) 1957
- Sélectionné pour le trophée du meilleur porteur de ballon 1960 de la LCF

### American Football League
- AFL All-Star : 1962, 1963, 1964, 1965
- Champion AFL 1964
- Sélectionné dans la 2e équipe type de l'AFL Hall of Fame des années 1960
- Joueur de l'année en AFL 1962 par Associated Press et UPI
- Meilleur coureur de l'AFL en 1962 et 1964
- Meilleur Fullback AFL de tous les temps

## Vie privée
En 1969, Gilchrist a une aventure avec Jessica Marguerite Cleaves la chanteuse Soul du groupe américain des années 1960 The Friends of Distinction